# Gallow Walkers
Pour plus de détails, voir Fiche technique et Distribution.
Gallow Walkers ou Les Revenants de l'Enfer au Québec est un film américain réalisé par Andrew Goth, sorti en 2012.
Le film met en scène un cow-boy nommé Kaos, qui se voit affligé d’une malédiction qui ramènera à la vie tous ceux qu’il a tué et qu’il tuera. Très vite, une armée de victimes, menée par Kansa, revient du monde des morts et se lance à sa poursuite. Afin d’équilibrer le combat, Kaos engage un jeune guerrier, Fabulos, pour se battre à ses côtés.

## Synopsis
Un groupe de personnes défigurées se rassemble près d'une voie ferrée dans un désert où ils sont tués par un mystérieux tireur nommé Aman (Wesley Snipes), qui arrache également la tête et la colonne vertébrale de l'un des cadavres.
À proximité, dans le même désert, un groupe de criminels attend d'être transporté. Aman arrive, tue la plupart des gardes et libère un criminel appelé Fabulos (Riley Smith). Le reste des criminels finit néanmoins par être transporté dans une petite colonie où ils sont censés être pendus. Cependant, juste au moment où ils arrivent, la colonie est attaquée par un gang dirigé par un homme sans peau nommé Kansa (Kevin Howarth), qui massacre la plupart des habitants.
À travers des flashbacks, il est révélé que le même gang de hors-la-loi a violé la maîtresse d'Aman. Celui-ci a décidé de la venger. Il les a poursuivis et les a brutalement tués alors qu'ils étaient emprisonnés et sans défense. En fuyant Aman, lui-même, est tué, alors sa mère, une religieuse, a rompu son alliance avec Dieu et s'est sacrifiée pour sauver sa vie, ce qui en a fait un maudit.
La malédiction fait revenir à la vie toutes les personnes tuées par Aman, donc tous les membres de gangs qu'Aman avait tués sont revenus à la vie pour se venger, à l'exception du fils de Kansa. Les morts-vivants retirent les peaux des personnes qu'ils tuent pour les remplacer. La seule façon de tuer les morts-vivants est de détruire leur cerveau.
Une partie du gang de morts-vivants attaque Aman et Fabulos alors qu'ils rendent visite à une femme et un enfant, mais les quatre parviennent à tuer tous les attaquants. Cependant, Fabulos est grièvement blessé, alors Aman le tue pour qu'il revienne comme mort-vivant.
Kansa (qui a revêtu une nouvelle peau) et ses deux disciples restants arrivent dans un temple secret. Kansa pense qu'à l'intérieur du temple, ils trouveront un moyen de ressusciter son fils mort, mais cela se révèle faux. Aman et Fabulos les rattrapent bientôt. Aman tue Kansa et ses partisans.
À la fin du film, Aman part avec la tête de Kansa.

## Fiche technique
- Titre français et original : Gallow Walkers
- Titre québécois : Les Revenants de l'Enfer
- Réalisation : Andrew Goth
- Scénario : Joanne Reay et Andrew Goth
- Musique : Andrew Glen et Stephen Warbeck
- Montage : Henner Hofmann
- Décors : Leon van der Merwe
- Costumes : Pierre Vienings
- Production : Alex Avant, Michael Gebauer et Joanne Reay
- Sociétés de production : Boundless Pictures, Jack Bowyer Productions
- Sociétés de distribution :
- Lionsgate et Lionsgate Home Entertainment pour les États-Unis et le Canada
- Métropolitan Film Export, pour la France
- Format : couleur (DeLuxe) - 2,35:1 - 35 mm - son : Dolby Digital, DTS
- Budget : 17 000 000 USD
- Pays : États-Unis
- Genre : Western, fantastique, Épouvante-horreur
- Durée : 90 minutes
- Dates de sortie :
  - États-Unis, Canada : 27 octobre 2012
  - France : 22 août 2014
- Classification : 
  - États-Unis : R
  - France : Interdit aux moins de 16 ans

## Distribution
- Wesley Snipes : Aman
- Kevin Howarth : Kansa
- Riley Smith : Fabulos
- Tanit Phoenix : Angel
- Patrick Bergin : Marschal Gaza
- Steven Elder : Apollo Jones
- Diamond Dallas Page : Skullbucket
- Jenny Gago: La maîtresse d'Aman
- Simona Brhlikova : Kisscut
- Alyssa Pridham : Sueno
- Alex Avant : Quarante Bold
- Hector Hank : Hool
- Jonathan García : Slip Knot

## Production
Le tournage du film a lieu en Namibie fin 2006. Pourtant, en raison des problèmes fiscaux de Wesley Snipes, le film a subi de nombreux changements et retards et fut achevé en 2010.
En octobre 2006, un mandat est lancé contre l'acteur à la suite d’une plainte pour fraude fiscale déposée par l’IRS, le fisc américain. Des histoires de fausses déclarations s’étalant de 1996 à 2004. Il est alors en plein tournage de Gallow Walkers en Namibie où il n’existe aucun accord d’extradition avec les USA. Néanmoins, Snipes décide de rentrer aux États-Unis par un vol privé afin de se rendre aux autorités. Il plaide non coupable et accepte de payer une caution d’un million de dollars pour sa libération.
Son procès étant planifié en mars 2007, il peut retourner en Namibie où il termine le tournage du film. En avril 2008, il est condamné par la justice de Floride à trois ans de prison ferme pour fraude fiscale s’élevant à 38 M$US. Il fait appel mais en juillet 2010, ce jugement est confirmé par la cour d’appel américaine et Snipes est emprisonné le 9 décembre 2010.
Les producteurs du film, par respect pour leur vedette, décident de ne pas sortir le film tant que Snipes sera derrière les barreaux. Le 6 avril 2013, il est libéré et doit finir de purger sa peine assigné à domicile.
Le film n'avait toujours pas de sortie officielle jusqu'à sa projection en 2012 au festival Film4 FrightFest au Royaume-Uni. En 2013, il sort en DVD et Blu-ray aux États-Unis, près de huit ans après le début de la production du film en 2006.

## Réception critique
Le site Film-Horreur.com lui attribue la note de 2/10 citant : « Certains passages, trous du scénario et overdose de flashbacks donnent (...) l’impression d’une histoire écrite en cours de tournage puis réécrite à nouveau pendant le montage ».
Le site Allociné, recense une moyenne de 32 critiques dont la plupart sont négatives.